# Cornwall (Schiff, 1988)
Die sechste HMS Cornwall war die erste Fregatte der dritten Bauserie der Broadsword-Klasse der britischen Marine und wurde von Yarrow Shipbuilders Limited (YSL) (heute BAE Systems) gefertigt. Sie wurde am 14. Dezember 1983 auf Kiel gelegt und am 14. Oktober 1985 zu Wasser gelassen. Am 23. April 1988 fand in Falmouth durch ihre Patin, Diana von Wales, die Indienststellungszeremonie statt.

## Merkmale
Die Schiffe dieser Klasse waren ursprünglich als U-Boot-Jäger und zur Schiffsbekämpfung konzipiert, wurden im Laufe der Jahre jedoch mehrfach umgerüstet. Sie sind inzwischen gleichermaßen für Gefechte an der Wasseroberfläche, zur U-Boot-Bekämpfung und zur Flugzeugabwehr ausgestattet und ausreichend mit Defensivwaffen bestückt. Die Cornwall wurde von Rolls-Royce-Turbinen angetrieben und erreichte eine Geschwindigkeit von 18 Knoten bei Verwendung der RR-Tyne-Turbinen und 30 Knoten bei Verwendung der beiden RR-Spey-Turbinen. Bei der Verwendung aller Antriebsaggregate zusammen erreichte sie 32 Knoten. Das Schiff fuhr regulär mit 250 Mann Besatzung.

## Dienst
Im Jahr 1993 war die Cornwall das Flaggschiff bei der Flottenparade, die anlässlich des 50. Jahrestages des Endes der Atlantikschlacht abgehalten wurde.
Im Jahr 2001 nahm die Cornwall an der britischen Entsendung nach Afghanistan im Rahmen der Operation Enduring Freedom teil. Im folgenden Jahr feuerte sie am Ende der Feierlichkeiten für das goldene Thronjubiläum von Königin Elisabeth II. die 21 Salutschüsse ab.
Erneut in den „Krieg gegen den Terror“ war die Cornwall im Jahre 2003 eingebunden, als sie als Teil der Standing Naval Force Atlantic der NATO im Rahmen der Operation Active Endeavour im Mittelmeer operierte. Im Jahre 2004 übernahm sie die Aufgabe als Fleet Ready Escort. Sie war das Flaggschiff des 2nd Frigate Squadron, das in der Marinebasis Devonport in Devon beheimatet ist.
Am 28. Januar 2006 wurde das Schiff neu gewidmet. Die Zeremonie fand unter Beteiligung ihrer neuen Patin, Lady Mary Holborow, Lord Lieutenant von Cornwall, in Falmouth statt.
Die Cornwall war das erste britische Kriegsschiff, das einen Besuch in Kroatien machte. Am 12. März 2007 traf die Cornwall im nördlichen Persischen Golf ein, wo sie internationale Wasserwege überwachte und irakische Ölplattformen schützte. An Bord des Schiffes war auch der Kommandeur der britischen Task Force, Kommodore Nick Lambert. Das Kriegsschiff war mit 250 Mann Besatzung vor Ort und diente als Flaggschiff einer multinationalen Einsatzgruppe.
Am 23. März 2007 um 10:30 Uhr Ortszeit wurden acht Seeleute und sieben Marineinfanteristen in zwei Patrouillenbooten des Schiffes durch Marineeinheiten der Iranischen Revolutionsgarde gefangen genommen, als sie nach dem Verdacht auf Schmuggel ein Schiff durchsuchten. Nach britischen Angaben ereignete sich der Zwischenfall in irakischen Gewässern, Iran gab an, die britischen Seeleute hätten sich in iranischem Seegebiet befunden. Anschließend wurden sie nach Teheran gebracht und dort verhört, wobei sie nach Angaben des General Ali Resa Afschar die Grenzüberschreitung zugaben. Die Marine der Iranischen Revolutionsgarde ist nicht in die reguläre Marine der Islamischen Republik Iran integriert.
Nach 13-tägiger Haft wurden die insgesamt 15 britischen Seeleute in einer perfekt inszenierten Pressekonferenz des Irans schließlich von Staatspräsident Mahmud Ahmadineschad begnadigt.
Das Schiff wurde im Juni 2011 außer Dienst gestellt und 2013 bis 2014 in Swansea abgewrackt.